# Bagre (Brazylia)
Bagre – miasto i gmina w Brazylii, w stanie Pará. Znajduje się w mezoregionie Marajó i mikroregionie Portel.